# Paakniwatavis
Paakniwatavis (що означає «водяний птах») — рід вимерлих водоплавних птахів з ранньоеоценової формації Грін-Рівер у Вайомінгу, США. Рід містить один вид, P. grandei, відомий за частковим скелетом із черепом.

## Відкриття та найменування
Зразок голотипу Paakniwatavis, FMNH PA725, був виявлений у відкладеннях формації Грін-Рівер (член Fossil Butte) поблизу округу Лінкольн, штат Вайомінг, США. Зразок складається з майже повного скелета з черепом, що зберігся у двох вимірах на одній плиті.
У 2024 році Musser & Clarke описали Paakniwatavis grandei як новий рід і вид базальних гусеподібних птахів на основі цих викопних останків. Родова назва, Paakniwatavis, поєднує в собі посилання на Paakniwat — надприродних «Духів води» або «Водяних немовлят» з легенди Шошоні — з латинським словом «avis», що означає «птах, що вказує на передбачуване водне середовище існування, яке займає вид. Видова назва, grandei, вшановує дослідника Ленса Гранде, відкривача голотипного зразка.